# Erica lerouxiae
Erica lerouxiae är en ljungväxtart som beskrevs av Harry Bolus. Erica lerouxiae ingår i släktet klockljungssläktet, och familjen ljungväxter. Inga underarter finns listade i Catalogue of Life.